# Gare d'Uzel
La gare d'Uzel est une ancienne gare ferroviaire française de la ligne de Saint-Brieuc à Pontivy, située sur le territoire de la commune de Saint-Hervé, à proximité d'Uzel, dans le département des Côtes-d'Armor, en région Bretagne.

## Situation ferroviaire
Établie à 239 mètres d'altitude, la gare d'Uzel est située au point kilométrique (PK) 509,824 de la ligne de Saint-Brieuc à Pontivy, fermée au service des voyageurs, entre les gares de Plœuc - L'Hermitage et de La Motte. Aujourd'hui, elle se trouve sur un tronçon non exploité.

## Histoire
La gare d'Uzel a été mise en service le 1er juillet 1872, en même temps que le tronçon Quintin - Loudéac. La gare reçoit alors des trains de voyageurs et de marchandises. Elle était initialement composée d'un bâtiment voyageurs (BV) et de deux quais. La gare d'Uzel recevait également des Wagons-citernes transportant du gaz, car l'entreprise Antargaz disposait d'un site de stockage juste à côté de la gare. Au cours des années, le trafic des trains diminue et le bâtiment voyageurs est donc détruit pour laisser la place à un simple abri de quai.
Le 31 août 2006, le trafic des trains de voyageurs s'arrête définitivement entre Saint-Brieuc et Loudéac. Puis, le trafic marchandises s'arrête à son tour en 2012. Cependant, des trains touristiques de l'association CFCB vont continuer d'exploiter la ligne jusqu'au 18 janvier 2017, date à laquelle la ligne a été suspendue à tout trafic.

## Service
Située sur une ligne fermée au trafic ferroviaire de voyageurs, la gare n'est plus utilisée pour la desserte marchandise depuis 2012, l'embranchement particulier situé juste en amont de la gare, côté Saint-Brieuc, n'existe plus (la voie est encore présente mais l'entreprise Antargaz a cessé son activité sur ce site). L'abri de quai (situé sur le quai en direction de Saint-Brieuc) ainsi que les deux quais sont toujours présents. Le dernier train de voyageurs a circulé le 31 août 2006.